# Akutbil
 Denne artikel omhandler overvejende eller alene danske forhold. Hjælp gerne med at gøre artiklen mere almen.
Begreberne akutbil, hurtig responsenhed (forkortet HRE), paramedicinerenhed, lægeambulance og akutlægebil (og tillige køretøjer markeret med akutlæge og ambulancelæge) dækker alle et køretøj, der er en præhospital støtteenhed, som rykker ud og yder hjælp til alvorligt nødlidende personer. Formålet er hurtigere at kunne indlede en behandling, hvilket især er relevant i områder med langt til nærmeste behandlingssted, eller skaden/sygdommen er af særligt alvorlig karakter. Begreberne anvendes lidt forskelligt på internationalt og regionalt plan, f.eks. kan de enten være bemandet med en læge, en særligt uddannet redder (f.eks. en paramediciner) eller sygeplejerske og evt. en specialuddannet chauffør, der kan assistere på skadestedet.[kilde mangler]
Fælles for disse køretøjer – og modsat den "almindelige" ambulance, der ofte omtales primærambulancen – er, at de ikke er indrettede til at transportere patienten fra skadestedet til videre behandling på et hospital, men udelukkende skal kunne yde behandlingsstøtte.[kilde mangler]

## Køretøjer uden læge
Enheden bemandes med en paramediciner, sygeplejerske eller anden form for personale, der er uddannet til at varetage den pågældende opgave. Uddannelsesniveauet kan således variere en hel del i det konkrete tilfælde: Visse steder rykker ikke-medicinsk personale ud for at yde basal førstehjælp – eks. i tilfælde af hjertestop. Andre steder er det mandskab på paramediciner-niveau, der yder en forholdsvist avanceret indsats.
Idéen med at kunne nå hurtigt frem med en støtteenhed, er ret udbredt blandt moderne ambulancetjenester. Det er særligt i forbindelse med hjertestop blevet understreget, hvor vigtigt det er, at der inden for kort tid kan indledes en behandling.
Efterhånden som ambulancetjenesterne i Danmark har fået flere uddannede paramedicinere, er betegnelsen paramedicinerenhed blevet udbredt. Der er fortsat tale om en akutbil, men navnet anvendes for at signalere behandlerens øgede kompetencer. Foruden at kunne fungere som en "fremskudt ambulance" i områder med dårlig ambulancedækning, kan akutbilen også i begrænset omfang fungere på samme måde som en lægeambulance (se næste afsnit) ved at supplere med et mindre antal skemalagte, almindelige behandlingsprincipper.[kilde mangler]
Til opbygningen af denne slags køretøjer anvendes typisk biler i form af MPV'er eller SUV'er – alternativt stationcars – da disse er mere rummelige end almindelige personbiler. I enkelte storbyer, bl.a. Oslo og Miami anvendes motorcykler som supplerende akutenheder, mens man f.eks. i London, Toronto og Oslo anvender almindelige cykler.

## Køretøjer med læge
En lægeambulance, ambulancelæge, lægebil eller akutlægebil minder på mange måder om en "akutbil", men adskiller sig – som navnet antyder – ved at være bemandet med en læge, ofte omtalt som en udrykningslæge. Da lægen har flere kompetencer og beføjelser end både almindeligt ambulancepersonale og sygeplejersker, vil man derfor medbringe medicin og andet særligt udstyr, der er beregnet til, at lægen kan opstarte en relativt avanceret behandling præhospitalt. Såfremt det skønnes nødvendigt, kan lægen så følge patienten i den almindelige ambulance frem til sygehuset og dermed fortsætte den mere avancerede behandling under selve transporten.
Oprindeligt blev navnet "lægeambulance" anvendt til at beskrive en almindelig ambulance (og senere en såkaldt hjerteambulance), hvor en læge var med om bord og således deltog i udrykningen. Der er dog sket et skift i ordets betydning og betegner i dag det køretøj, som lægen kører i. Ved overgangen til den nye regionsstruktur i Danmark som følge af kommunalreformen, skiftede køretøjerne visse steder betegnelser fra lægeambulance til akutlæge eller akutbil.
I hvor høj grad, der deltager læger i den præhospitale behandling varierer meget. De steder, hvor der involveres læger, kan det variere fra ledelse/rådgivning af mandskabet ude på skadestedet, til direkte at møde med ambulancen og foretage behandling. De bedste erfaringer med udrykningslæger er gjort i forhold til patienter med fysiske traumer og i landområder med lang kørevej til det nærmeste hospital.
En faldgrube ved anvendelsen af læger "ude i marken" er, at de på grund af deres kompetencer, kan indlede en større behandling end blot stabilisering – hvilket dog tager tid – hvorfor ambulancen med patienten afgår senere end optimalt. Enkelte steder bemandes enheden af en læge alene, men oftest fungerer en assistent tillige som chauffør om bord på køretøjet.[kilde mangler]
For Danmarks vedkommende, er det så vidt muligt læger, hvis speciale er anæstesi, der bemander de egentlige "akutlægebiler". Disse biler er i hele landet altid markeret med teksten "LÆGE" på begge sider. Både lægen og dennes eventuelle assistent bærer en uniform, der der adskiller sig fra ambulancemandskabets, så disse nemmere kan identificeres på skadestedet. Da lægen har den højeste medicinske kompetence, vil det være denne, der er den bestemmende aktør under et sygdomstilfælde eller en ulykke, hvor liv eller førlighed kan reddes eller stabiliseres.[kilde mangler]